# Synodus rubromarmoratus
Espèce
Statut de conservation UICN

 LC 03 mars 2015 : Préoccupation mineure
Synodus rubromarmoratus est une espèce de poissons de la famille des Synodontidae.

## Systématique
L'espèce Synodus rubromarmoratus a été décrite pour la première fois en 1979 par Barry Russel (d) et Roger Frank Cressey (d).

## Distribution
Cette espèce se croise dans les océans Indien et Pacifique, plus particulièrement au large des côtes de l'Indonésie, de l'Australie, de Taïwan, de la Nouvelle-Calédonie, de la Malaisie, des Maldives, des Comores et du Vanuatu à des profondeurs variant entre 5 et 341 m.

## Description
Synodus rubromarmoratus peut mesurer jusqu'à 25 cm.
C'est un poisson allongé à la bouche dentue, de couleur plutôt claire marbrée de rouge, ce qui lui vaut son nom.

## Étymologie
Son épithète spécifique, rubromarmoratus, du latin ruber « rouge » et marmoratus « marbré », faisant référence aux multiples taches rouges disposées sur sa peau.

## Écologie et environnement
Synodus rubromarmoratus vit dans la zone benthique des océans Indien et Pacifique, où l'espèce chasse en enfouissant son corps dans les sédiments, et en jaillissant pour saisir les proies qui passent à proximité.
L'espèce se croise exclusivement au large, et est absente de la zone côtière.

## Publication originale
- Biological Society of Washington, Smithsonian Institution, Proceedings of the Biological Society of Washington (revue scientifique), Biological Society of Washington, Washington.